# Raborci
Raborci (macedónul: Раборци) település Észak-Macedóniában, a Délkeleti körzetben, a Sztrumicai járásban.

## Népesség
| Lakosok száma | 80   | 98   | 131  | 155  | 130  | 109  | 112  | 105  | 77   |
|               | 1948 | 1953 | 1961 | 1971 | 1981 | 1991 | 1994 | 2002 | 2021 |

- 2002-ben 105 lakosa volt, akik mindannyian macedónok.